# Špindlerův Mlýn

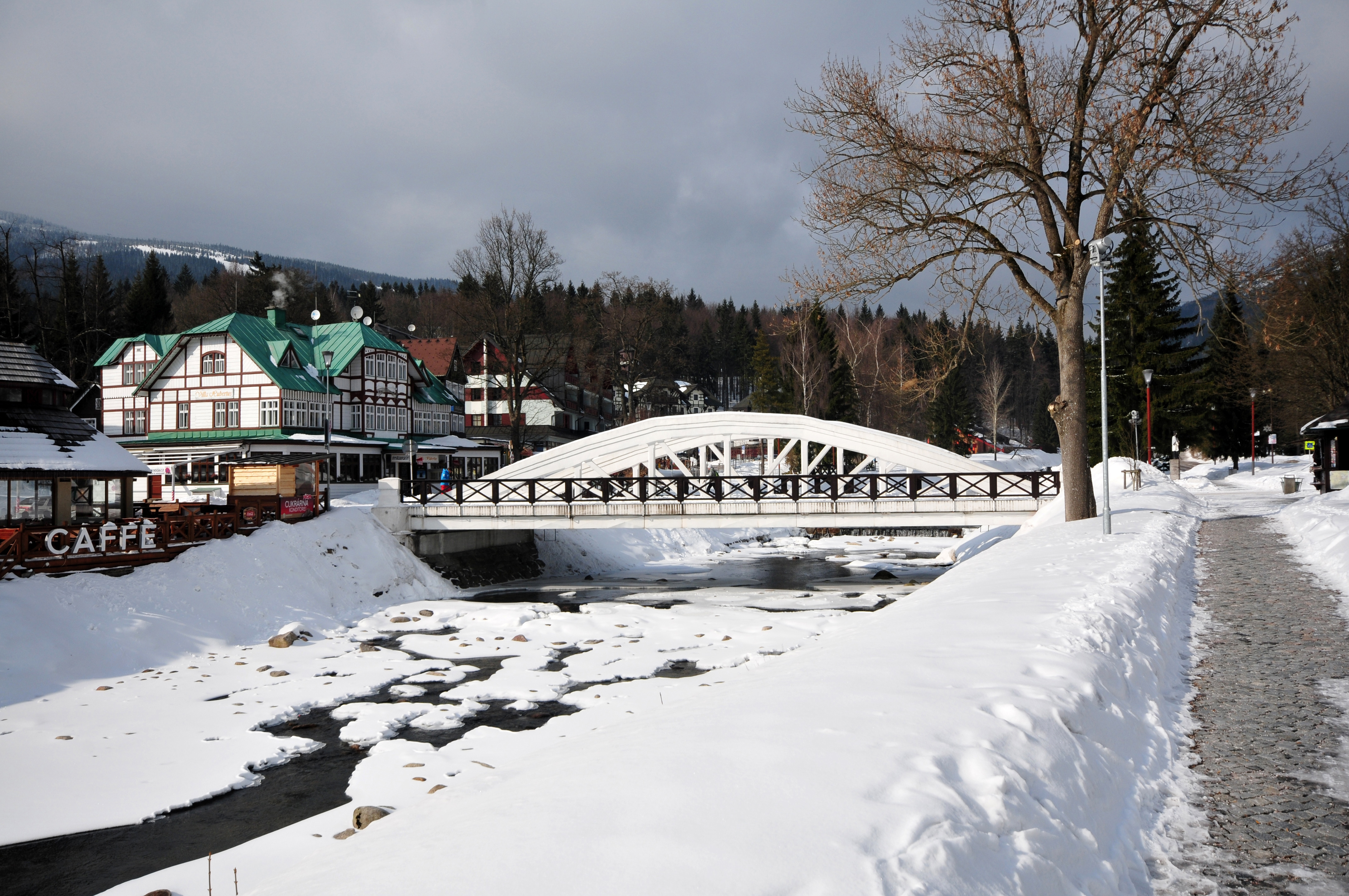

Špindlerův Mlýn (in tedesco Spindlermühle, in polacco Szpindlerowy Młyn) è una città della Repubblica Ceca facente parte del distretto di Trutnov, nella regione di Hradec Králové.
La città, situata nei Monti dei Giganti, è una delle più conosciute e frequentate località di montagna della repubblica Ceca. Špindlerův Mlýn è una delle località sciistiche più visitate nel paese. Dispone di 100 km di piste per lo sci di fondo. Vi si sono svolte due edizioni delle Universiadi invernali, nel 1968 e 1978.
Nei dintorni si possono svolgere anche escursioni, mountain bike e sci di fondo.

## Geografia fisica
Špindlerův Mlýn è situata ad un'altezza da 715 m s.l.m. a 1310 m s.l.m. Si trova alla confluenza del fiume Labe (Elba) e del Dolský potok. È formata dalle frazioni di Přední Labská, Labská, Bedřichov e Svatý Petr.

## Curiosità
La città è conosciuta come il posto in cui lo scrittore ceco Franz Kafka visse mentre stava scrivendo una delle sue più famose opere, Il castello (Das Schloß).